# Celestino de Castro
Celestino Joaquim de Abreu e Castro (Paranhos, Porto, 21 de Junho de 1920 — Lisboa, 13 de Agosto de 2007) foi um arquitecto português.

## Biografia

Casa do Ameal, Porto

Nasceu na freguesia de Paranhos, no Porto. Era filho do arquiteto Baltazar Castro e da professora Mariana Amélia de Abreu Castro, natural do Porto (freguesia de Vitória).
Terminou a parte escolar do curso de arquitectura em 1944 e obteve o diploma em 1950 na Escola Superior de Belas Artes de Lisboa. Participou no I Congresso Nacional de Arquitectura em 1948. Foi um dos colaboradores do Inquérito à Arquitectura Popular em Portugal, tendo integrado a equipa que elaborou a secção referente ao Algarve.
Na sua obra destaque-se a Casa do Ameal, Porto, projetada em 1948 e apresentada na 10ª Exposição Geral de Artes Plásticas, 1956. Embora seja considerada um "paradigmático motivo de referência da arquitetura moderna da cidade do Porto e do país", esta obra foi praticamente esquecida, tendo sofrido ao longo dos anos uma forte e penalizadora descaracterização. "Pelo seu pioneirismo e contribuição para a evolução da própria história da arquitetura em Portugal, mas também pela sua qualidade plástica e arquitetónica, a Casa do Ameal deveria ser objeto de atenção bem mais cuidada".
A 24 de dezembro de 1949, casou na igreja de São Sebastião da Pedreira, em Lisboa, com a subinspetora de enfermagem Amélia Pita de Macedo (Ponta do Sol, Ponta do Sol, c. 1923), filha do proprietário João de Abreu Macedo, natural de Ponta do Sol (freguesia de Canhas), e de Amélia Elvira Pita de Macedo, também natural de Ponta do Sol.
Morreu em Lisboa a 13 de agosto de 2007.

## Algumas obras
- Transformação de uma antiga casa na Fundação Casa Museu Maurício Penha em Sanfins do Douro.[1][6]
- Blocos de habitação na Avenida dos Estados Unidos da América em Lisboa.[7]
- Casa do Ameal no Porto (1950/1951).[7][4]
- Bloco de Citologia Experimental do Hospital de Santo António no Porto (1989)[7]
- Hospital da Senhora da Oliveira, em Guimarães (1991)